# Defense Superior Service Medal
Die Defense Superior Service Medal ist eine hohe Auszeichnung der Vereinigten Staaten und wird für überaus verdienstvolle Tätigkeit mit erheblicher Verantwortung vom Verteidigungsministerium der Vereinigten Staaten vergeben.
Gestiftet wurde sie vom Präsidenten der Vereinigten Staaten Gerald Ford am 6. Februar 1976. Vergeben wird die Defense Superior Service Medal meist an erfahrene Offiziere, z. B. an  Generalstabsoffiziere oder Admiralstabsoffiziere, die über einen längeren Zeitraum streitkräfteübergreifende Leistungen erbracht haben.
Des Weiteren wird der Orden an Astronauten verliehen, die sich unter anderem bei Space-Shuttle-Missionen verdient gemacht haben.
Aus Kostengründen wurde das Design der Defense Distinguished Service Medal übernommen, ist jedoch im Unterschied zu dieser nicht gold-, sondern silberfarbig.
Diese Auszeichnung ist in der Pyramid of Honor unter dem Silver Star angeführt, aber höher als die Auszeichnung Legion of Merit einzustufen.

## Bekannte Träger
- siehe: Träger der Defense Superior Service Medal

## Weblink
- Manual of Military Decorations and Awards S. 40–41.